# Slepnevo
Slepniovo (în rusă Слепнево) este un sat din Rusia, situat în regiunea Tver. În 2010 avea 7 locuitori.